# ジャスティン・シーガー
ジャスティン・ライアン・シーガー（Justin Ryan Seager, 1992年5月15日 - ）は、 アメリカ合衆国ノースカロライナ州カナポリス出身の元プロ野球選手（一塁手、三塁手）。右投右打。
兄にカイル・シーガー、弟にコーリー・シーガーを持つ。

## 経歴
2013年のMLBドラフト12巡目（全体357位）でシアトル・マリナーズから指名され、プロ入り。契約後、傘下のA-級エバレット・アクアソックスでプロデビュー。61試合に出場して打率.267、3本塁打、30打点、1盗塁を記録した。
2014年はA級クリントン・ランバーキングスでプレーし、110試合に出場して打率.240、3本塁打、37打点、2盗塁を記録した。
2015年はベーカーズフィールド・ブレイズでプレーし、83試合に出場して打率.191、2本塁打、22打点、2盗塁を記録した。
2016年はA+級ベーカーズフィールドとAA級ジャクソン・ジェネラルズでプレーし、2球団合計で82試合に出場して打率.217、13本塁打、49打点を記録した。
2017年はAA級アーカンソー・トラベラーズでプレーし、14試合に出場して打率.214、1本塁打、3打点を記録した。7月6日にFAとなった。